# Wide Vercnocke
Wide Vercnocke, né le 28 novembre 1985 à Louvain (province du Brabant flamand), est un dessinateur de presse, illustrateur, artiste et auteur de bande dessinée belge néerlandophone.

## Biographie
Wide Vercnocke naît le 28 novembre 1985 à Louvain.

Il grandit à Cortenbergh. Il se forme artistiquement à l'Institut Saint-Luc de Bruxelles où il obtient un master en arts visuels, département Design Graphique en 2010. Il compte parmi ses influences Kamagurka et Hugo Claus.
Il travaille comme artiste indépendant à Bruxelles depuis 2010. Depuis, il travaille comme peintre de street art et comme illustrateur notamment pour le magazine d'information flamand Knack, De Standaard, Humo, Bruzz, The Brusseler et la BBC. Il publie son premier roman graphique Mijn muze ligt in de zetel en 2013, « une ode à la paresse ». Puis, il s'attèle au diptyque Wildvlees (2014) – Narwal (2016), une histoire de l'animalité chez l'homme et de l'humanité chez les animaux,. Ensuite il livre, le Drieman, sur le sombre passé collaborationniste de son grand-père en 2020. Tous ses ouvrages sont publiés aux éditions Bries. Ces quatre romans graphiques ont reçu un excellent accueil critique. Ce dernier roman graphique est traduit en français sous le titre L'Homme triple publié aux éditions Çà et là en 2023. L'ouvrage est remarqué par Thierry Bellefroid.
Il compose également des poèmes graphiques et il est l'artiste maison de l'événement mensuel Sprekende Ezels à Louvain. En outre, il réalise l'affiche pour le concert du groupe rock Jungle à Rock en Seine en août 2015, présente dans le Métro de Paris. Il est membre d'ARType, un collectif artistique interdisciplinaire fondé en 2014 pour lequel, il dessine en direct des images d'un mètre de haut avec son encrier emplit d'eaux usées bruxelloises lors de sa deuxième production Voyeurs in BXL au Beursschouwburg en 2019.
Il participe à l'exposition consacrée aux éditions anversoises Bries dans le cadre du festival Cultures Maison à Saint-Gilles en 2014. Il participe également à l'exposition rétrospective La nouvelle BD flamande consacrée à la bande dessinée flamande contemporaine aux côtés des auteurs Brecht Evens, Nix, Pieter De Poortere, Simon Spruyt, Wauter Mannaert, Bart Schoofs et Judith Vanistendael au Centre belge de la bande dessinée en 2017,. Pendant l'été 2020, il participe  au projet zomerVITRINEdété visant à partager sa version de « Bruxelles en vacances », au Kriekebiche chaussée de Helmet à Schaerbeek,. Sous le commissariat de Judith Vanistendael, Séraphine, Johan De Moor, Marc Hardy et Olivier Grenson, il est un des 27 artistes qui vise à donner un instantané de la création belge actuelle au Centre belge de la bande dessinée en 2021,.
Il se décrit comme un « écrivain et illustrateur de larmes ». Dans ses romans graphiques, il associe un style de dessin fascinant avec des histoires souvent abstraites mais poétiques, dans lesquelles la matérialité joue un rôle important. Il équilibre le langage et l’image dont il joue habilement. Il construit une œuvre « incroyablement unique et non conventionnelle ».

### Vie privée
Il réside à Everberg où il a son atelier après avoir vécu 5 ans à Vilvorde en 2023.

## Parentèle
Il est le petit fils du poète, peintre et collaborateur pendant la Seconde Guerre mondiale Ferdinand Vercnocke (nl).

## Œuvres

### Albums de bande dessinée
- L'Homme triple[23],[24],[25],[26], Çà et là, Bussy-Saint-Georges, 6 octobre 2023
Scénario, dessin et couleurs : Wide Vercnocke -  (ISBN 978-2-369-90320-8),Format comics.

#### Collectifs
- Imaginer l'inconcevable[27], Scratch books, 18 juillet 2024
Scénario et dessin : collectif dont Wide Vercnocke - Couleurs : quadrichromie -  (ISBN 9789493166882),Contribution : récit Feintes.

### Expositions

#### Expositions individuelles
- Overzichtje[21], bibliothèque de Vilvorde en 2023.

#### Expositions collectives
- La nouvelle BD flamande, Centre belge de la bande dessinée, Bruxelles, du 19 septembre 2017 au 3 juin 2018[14].
- United Comics of Belgium[28],[19], commissaires : Judith Vanistendael, Séraphine, Mobidic, Johan De Moor, Marc Hardy et Olivier Grenson, Centre belge de la bande dessinée, Bruxelles du 2 avril et jusqu’au 26 septembre 2021.
- L'Art de la BD, exposition permanente du Centre belge de la bande dessinée présente des planches de Wide Vercnocke[29].

#### Articles
- (nl) « Wide Vercnocke werkt mee aan street-artproject », Het Laatste Nieuws,‎ 12 août 2016 (lire en ligne, consulté le 24 mars 2024).
- (nl) Kurt Snoekx, « Sois rebelle et tais-toi : het stadsvisioen van Wide Vercnocke en Carmien Michels », Bruzz,‎ 28 mars 2019 (lire en ligne, consulté le 24 mars 2024).
- (nl) Wide Vercnocke (interviewé par Mies Van Roy), « Interview : Illustrator en stripmaker Wide Vercnocke: “Ik heb nooit in een plan B geloofd, er was maar één ding dat ik wilde” », Flanders DC,‎ 20 mars 2020 (lire en ligne, consulté le 25 mars 2024).
- (de) Wide Vercnocke (interviewé par YH), « Drieman : Interview mit dem Comicautor Wide Vercnocke », Belgien.net,‎ 13 décembre 2021 (lire en ligne, consulté le 25 mars 2024).

### Émissions de radio
- "L'homme triple" - Wide Vercnocke (éditions Çà et Là), émission Entre les cases présentée par Delphine Freyssinet sur Radio chrétienne francophone, (25 min 45 s), 10 janvier 2024.

### Podcasting
- Les Cases font la Foire - Partie 2 : Jean-Christophe Chauzy, L'Homme étoilé, Anaïs Flogny, Mathilde Ducrest, Olivier Grenson, Wide Vercnocke, Jean-David Morvan, Nicolas Pitz et Yslaire sur Auvio , présentation : Thierry Bellefroid (48 min 16 s), 5 avril 2024.